# Furthia
Furthia là một chi bọ cánh cứng trong họ Chrysomelidae.
Chi này được miêu tả khoa học năm 2000 bởi Medvedev.

## Các loài
Chi này gồm các loài:
- Furthia indica Medvedev, 2000